# أليكس ميويل
أليكس ميويل (بالإنجليزية: Alex Muyl)‏ (30 سبتمبر 1995 بنيويورك في الولايات المتحدة - ) هو لاعب كرة قدم أمريكي في مركز الوسط. شارك مع منتخب الولايات المتحدة تحت 18 سنة لكرة القدم. أما مع النوادي، فقد لعب مع نيويورك ريد بولز ونيو يورك ريد بولز 2.

## وصلات خارجية
- أليكس ميويل على موقع الدوري الأمريكي (الإنجليزية)
- أليكس ميويل على موقع قاعدة بيانات كرة القدم.إي يو (الإنجليزية)
- أليكس ميويل على موقع Soccerbase.com (لاعب) (الإنجليزية)
- أليكس ميويل على موقع Soccerway.com (الإنجليزية)
- أليكس ميويل على موقع عالم كرة القدم.نت (الإنجليزية)
- أليكس ميويل على موقع AS.com (الإسبانية)